# Sittişah Hatun
Sittişah Hatun, död 1486, var en av gemålerna till den osmanska sultanen Mehmet II (regent 1451–1481).
Hon var dotter till beg Suleiman av Dulkadir. Äktenskapet arrangerades av politiska skäl. Giftermålet ägde rum 15 december 1449 i Edirne. Äktenskapet var olyckligt, och paret fick inga barn. Hon blev den sista kvinna att gifta sig med en osmansk sultan fram till att sultan  Suleiman gifte sig med Hürrem Sultan nästan hundra år senare, eftersom de osmanska sultanerna efter detta började föredra att skaffa sig arvingar genom slavkonkubiner istället.